# David Tanner
David Tanner (Melbourne, 30 september 1984) is een Australisch wielrenner die anno 2018 rijdt voor Veranda's Willems-Crelan. In oktober 2016 was hij slachtoffer van een zwaar ongeval op training. Na zeven maanden revalidatie hervatte hij in juli 2017 zijn carrière bij Veranda's Willems-Crelan, waar hij vanaf 2018 onder contract stond.

## Belangrijkste overwinningen
2007
1e etappe Ronde van Gévaudan
2010
2e etappe Ronde van Beauce
2e etappe Ronde van China
1e etappe Ronde van Utah
4e etappe Cascade Classic
2015
2e etappe Ronde van Oostenrijk

## Resultaten in voornaamste wedstrijden
| Jaar | Ronde van Italië | Ronde van Frankrijk | Ronde van Spanje |
| ---- | ---------------- | ------------------- | ---------------- |
| 2011 |                  |                     |                  |
| 2012 |                  |                     |                  |
| 2013 |                  |                     | 106e             |
| 2014 | 130e             |                     |                  |
| 2015 |                  |                     | opgave           |
| 2016 |                  |                     |                  |

| Jaar | Milaan-San Remo | Amstel Gold Race | Luik-Bast.‑Luik | Ronde van Lombardije | Waalse Pijl | E3 Harelbeke |  | WK op de weg |  | Wereldranglijsten |
| ---- | --------------- | ---------------- | --------------- | -------------------- | ----------- | ------------ |  | ------------ |  | ----------------- |
| 2011 | opgave          |                  |                 |                      |             | 79e          |  |              |  |                   |
| 2012 | opgave          | 76e              | opgave          |                      | 122e        |              |  | 42e          |  |                   |
| 2013 | 101e            | 52e              | 181e            | opgave               | 81e         | opgave       |  | opgave       |  | 215e (UWT)        |
| 2014 |                 | opgave           | 132e            | opgave               | 144e        |              |  |              |  |                   |
| 2015 | opgave          | 75e              | opgave          |                      |             |              |  |              |  |                   |
| 2016 |                 | 83e              | 149e            |                      |             |              |  |              |  |                   |

## Ploegen
- 2008 –  Barloworld (stagiair vanaf 1-8)
- 2009 –  Rock Racing
- 2010 –  Fly V Australia
- 2011 –  Saxo Bank Sungard
- 2012 –  Team Saxo Bank-Tinkoff Bank [a]
- 2013 –  Belkin-Pro Cycling Team [b]
- 2014 –  Belkin-Pro Cycling Team
- 2015 –  IAM Cycling
- 2016 –  IAM Cycling
- 2018 –  Veranda's Willems-Crelan

1. ↑  Tot eind juni heette de ploeg Team Saxo Bank, maar na het aantrekken van Oleg Tinkov als cosponsor werd de naam veranderd.
2. ↑  Tot de Ronde van Frankrijk heette de ploeg Blanco-Pro Cycling Team, maar na het aantrekken van Belkin als hoofdsponsor werd de naam veranderd.